# Аліса Арно
Марі-Франс Броке (29 червня 1946), відома як Аліса Арно (фр. Alice Arno) — французька акторка, відома ролями у європейських сексплуатаційних фільмах жахів.

## Біографія
Почала зніматися як еротична модель для чоловічих журналів. Згодом почала зніматися в кіно. 1971 року виконала головну роль в постановці Клода Пірсона «Justine de Sade». Разом Ліною Ромей і Монікою Свінн стала однією з найпопулярніших акторок європейського сексплуатаційного кіноматографу. Знялася в 12 еротичних фільмах жахів режисера Хесуса Франко. Еліс Арно з'явилася у 10 фільмах з сестрою Шанталь Бруке, яка також працювала моделлю та акторкою в бюджетних постановках. 
Вони обидві припинили кар'єру після появи хардкорної порнографії. Еліс Арно припинила зніматися 1977 у 31-річному віці.

## Фільмографія
- 1967: Les Poneyttes
- 1968: Nathalie, l'amour s'éveille \\ Наталі, пробудження любові
- 1970: Le Clan des Siciliens \\ Сицилійський клан
- 1970: L'amour, oui! Mais… \\  Любов, так! Але
- 1970: Eugenie de Sade \\ Євгенія де Сад
- 1971: Señora casada necesita joven bien dotado
- 1971: Atout sexe
- 1971: La Débauche \\ Розлучення
- 1971: L'argent et l'amour
- 1971: Le Casse \\ Зломники
- 1972: Lâchez les chiennes \\ Відпустіть собак
- 1972: Justine de Sade \\ Жастін де Сад
- 1972: L'insatisfaite \\ Незадоволений
- 1973: Les aventures galantes de Zorro \\ Галантні пригоди Зорро
- 1973: Tendre et perverse Emanuelle
- 1973: Maciste contre la reine des Amazones \\ Макіста проти королеви амазонок
- 1973: Les gloutonnes (The Erotic Adventures of Maciste in Atlantis) \\ Еротичні пригоди Макісти в Атлантиді
- 1973: Le Miroir cochon \\ Задзеркалля
- 1973: Pigalle carrefour des illusions
- 1973: The Bare-Breasted Countess \\ Вампірка
- 1973: Avortement clandestin!
- 1973: Les Infidèles \\ Невірні
- 1973: Ah! Si mon moine voulait… \\ Ах! Якщо мій монах хотів
- 1973: Les Gourmandines
- 1973: A Virgin Among the Living Dead \\ Діва серед живих мерців
- 1974: Règlements de femmes \\ Правила жінок
- 1974: Countess Perverse \\ Зла графиня
- 1974: Convoy of Women \\ Жіночий конвой
- 1974: Eugénie de Sade \\ Юджені де Сад
- 1974: Plaisir à trois \\ Задоволення для троїх
- 1974: Chicas de alquiler
- 1975: L'Arrière-train sifflera trois fois
- 1975: La Pipe au bois
- 1975: Il Torcinaso
- 1975: Les Orgies du Golden Saloon \\ Оргії в Золотому салоні
- 1975: Les Nuits brûlantes de Linda \\ Гарячі ночі Лінди
- 1975: Hard Core Story
- 1975: Les Karatéchattes
- 1976: Chaleur et jouissance \\ Тепло і насолода
- 1976: Paris Porno \\ Паризьке порно
- 1976: Des Filles dans une Cage Doree \\ Дівчата в Золотій клітці
- 1976: Et si tu n'en veux pas \\ І якщо ти не хочеш
- 1977: Kiss Me Killer \\ Поцілуй мене вбивце
- 1977: Bouches gourmandes \\ Жадібні роти